# Shadows (anthologie)
Pour les articles homonymes, voir Shadow.
Shadows est une série de onze anthologies de nouvelles appartenant au genre de l'horreur, éditées par Charles L. Grant et publiées par Doubleday de 1978 à 1991.
Le premier volume de ces anthologies a remporté le prix World Fantasy du meilleur recueil de nouvelles 1979 (le prix récompensait alors indifféremment les recueils de nouvelles et les anthologies).

## Contenu

### Shadows(1978)
- Naples, d'Avram Davidson
- The Little Voice, de Ramsey Campbell
- Butcher's Thumb, de William John Watkins
- Where All the Songs Are Sad, de Thomas F. Monteleone
- Splinters, de R. A. Lafferty
- Picture, de Robert Bloch
- The Nighthawk, de Dennis Etchison
- Dead Letters, de Ramsey Campbell
- A Certain Slant of Light, de Raylyn Moore
- Deathlove, de Bill Pronzini
- Mory, de Michael Bishop
- Where Spirits Gat Them Home, de John Crowley
- Nona, de Stephen King

### Shadows 2(1979)
- Saturday's Shadow, de William F. Nolan
- Night Visions, de Jack Dann
- The Spring, de Manly Wade Wellman
- Valentine, de Janet Fox
- Mackintosh Willie, de Ramsey Campbell
- Dragon Sunday, de Ruth Berman
- The White King's Dream, d'Elizabeth A. Lynn
- The Chair, d'Alan Dean Foster et Jane Cozart
- Clocks, de Barry N. Malzberg et Bill Pronzini
- Holly, Don't Tell, de Juleen Brantingham
- The Old Man's Will, de Lee Wells
- The Closing Off of Old Doors, de Peter D. Pautz
- Dead End, de Richard Christian Matheson
- Seasons of Belief, de Michael Bishop
- Petey, de T. E. D. Klein

### Shadows 3(1980)
- The Brown Recluse, de Davis Grubb
- To See You With, My Dear, de Bruce Francis
- Avenging Angel, de Ray Russell
- The Ghost Who Limped, de Ronald Chetwynd-Hayes
- Janey's Smile, de Juleen Brantingham
- Opening a Vein, de Barry Malzberg et Bill Pronzini
- The Partnership, de William F. Nolan
- Wish Hound, de Pat Murphy
- Ant, de Peter D. Pautz
- Tell Mommy What Happened, d'Alan Ryan
- At the Bureau, de Steve Rasnic Tem
- Cabin 33, de Chelsea Quinn Yarbro

### Shadows 4(1981)
- The Gorgon, de Tanith Lee
- Stone Head, de Steve Rasnic Tem
- Pietà, d'Alan Ryan
- Under My Bed, d'Al Sarrantonio (en)
- And I'll Be With You By and By, d'Avon Swofford
- Dark Wings, de Phyllis Eisenstein
- Estrella, de Terry L. Parkinson
- Singles, de Marta Randall
- The Piano Man, de Beverly Evans
- Following the Way, d'Alan Ryan
- The Spider Glass, de Chelsea Quinn Yarbro
- L'Homme qui refusait de serrer la main, de Stephen King

### Shadows 5(1982)
- The Gorgon, de Tanith Lee
- Stone Head, de Steve Rasnic Tem
- Pietà, d'Alan Ryan
- Boxes, d'Al Sarrantonio (en)
- And I’ll Be with You By and By, d'Avon Swofford
- Dark Wings, de Phyllis Eisenstein
- Estrella, de Terry L. Parkinson
- Singles, de Marta Randall
- The Piano Man, de Beverly Evans
- Following the Way, d'Alan Ryan
- Renewal, de Chelsea Quinn Yarbro

### Shadows 6(1983)
- We Share, de Lori Negridge Allen
- The Appearances of Giorgio, de Leslie Alan Horvitz
- The Touch, de Wayne Wightman
- Sneakers, de Marc Laidlaw
- Reunion, de Jack Dann
- By the Hair of the Head, de Joe R. Lansdale
- Dreams, d'Elisabeth Erica Burden
- Crutches, de Steve Rasnic Tem
- Eenie, Meenie, Ipsateenie, de Pat Cadigan
- Cold Heart, de Peter D. Pautz
- Peppermint Kisses, de Jesse Osburn
- A Last Testament For Nick and the Trooper, de J. Michael Straczynski
- Marianna, de Melissa Mia Hall
- The Man With Legs, d'Al Sarrantonio (en)
- The Silent Cradle, de Leigh Kennedy
- But At My Back I Always Hear, de David Morrell

### Shadows 7(1984)
- Mrs Clendon's Place, de Joseph Payne Brennan
- Stillwater, 1896, de Michael Cassutt
- The Haunting, de Susan Casper
- Daddy, d'Earl Godwin
- Seeing the World, de Ramsey Campbell
- Three Days, de Tanith Lee
- Still Frame, de Jack C. Haldeman II
- Talking in the Dark, de Dennis Etchison
- A Matter of Taste, de Parke Godwin
- Do Not Forsake Me, O My Darlin', de Chelsea Quinn Yarbro
- Decoys, de Jere Cunningham
- Rapture, de Melissa Mia Hall
- The Storm, de David Morrell
- I Shall Not Leave England Now, d'Alan Ryan

### Shadows 8(1985)
- The Shadow of the Hawk, de Nina Kiriki Hoffman
- Do I Dare to Eat a Peach, de Chelsea Quinn Yarbro
- The Blind Man, de Jessica Amanda Salmonson
- A Demon in Rosewood, de Sharon Webb
- Blood Gothic, de Nancy Holder
- The Pooka, de Peter Tremayne
- Everything's Going to Be All Right, de Gene DeWeese
- Cycles, de Kim Antieau
- The Tuckahoe, de Nancy Etchemendy
- Between the Windows of the Sea, de Jack Dann
- The Battering, de Steve Rasnic Tem
- Toy, de Bill Pronzini
- The Man Who Loved Water, de Craig Shaw Gardner
- Sand, d'Alan Ryan
- The Blue Man, de Terry L. Parkinson
- Wish, d'Al Sarrantonio (en)
- A Night At the Head of the Grave, de Thomas Sullivan

### Shadows 9(1986)
- The Jigsaw Girl, de Stephen Gallagher
- The Lesson, de Christopher Browne
- On the Turn, de Leanne Frahm
- Moving Night, de Nancy Holder
- Sanctuary, de Kim Antieau
- Now You See Me, de Sheri Lee Morton
- The Fishing Village of Roebush, de Leslie Alan Horvitz
- Icarus, de Galad Elflandsson
- Ants, de Nina Kiriki Hoffman
- Nor Disreguard the Humblest Voice, d'Ardath Mayhar
- The Skins You Love to Touch, de Janet Fox
- Walk Home Alone, de Craig Shaw Gardner
- The Father Figure, de Terry L. Parkinson
- An Ordinary Brick House, de Joseph Payne Brennan
- Overnight, de Lou Fisher
- The Last Time I Saw Harris, de Galad Elflandsson
- Tavesher, de Peter Tremayne
- Bloodwolf, de Steve Rasnic Tem

### Shadows 10(1987)
- Jamie's Grave, de Lisa Tuttle
- Apples, de Nina Downey Higgins
- A World Without Toys, de T. M. Wright
- Law of Averages, de Wendy Webb
- The Fence, de Thomas Sullivan
- Moonflower, de Melissa Mia Hall
- Come Where My Love Lies Dreaming, de Bob Leman
- The Finder-Keeper, de Ken Wisman
- Just a Little Souvenir, de Cheryl Fuller Nelson
- Like Shadows in the Dark, de Stephen Gallagher
- Office Hours, de Douglas E. Winter
- We Have Always Lived in the Forest, de Nancy Holder
- Just Like Their Masters, de Mona A. Clee
- Pigs, d'Al Sarrantonio (en)

### Final Shadows(1991)
- The Boarder, de Wendy Webb
- Magpie, de Stephen Gallagher
- Fastening, de Julie R. Good
- Past Tense, de Brian Hodge
- Under the Boardwalk, de Lori Negridge Allen
- The Picnickers, de Brian Lumley
- Fry Day, de Melanie Tem
- Out Behind the Shed, de Bill Pronzini
- Fear a' Ghorta, de Peter Tremayne
- The Sweetest Rain, de Nancy Holder
- Wrong Side of the Road, de Norman Partridge
- Island of the Seals, de Samantha Lee
- Thirteen Lies About Hummingbirds, de Michael Bishop
- The Stone Face, de Colin Greenland
- Medusa's Child, de Kim Antieau
- The Tape, de Jessica Palmer
- The Dark Places In Between, de Karen Haber
- I'll See You On Saturday Night, de Guy N. Smith
- Beijing Craps, de Graham Masterton
- Sarnain, de Bernard Taylor
- The Mermaid, de Tanith Lee
- Rescheduled, de Mike Chinn
- Going Away, de Craig Shaw Gardner
- A Father's Dream, de Chet Williamson
- The Magic House, de Lynn S. Hightower
- When They Gave Us Memory, de Dennis Etchison
- A Sailor's Pay, de Jack Cady
- Something About Camilla, de Juleen Brantingham
- Parallax, de Nicholas Royle
- The Door, de Sharon Webb
- Photo-Call, de David Sutton
- Against the Skin, de Mark Morris
- Of Natural Causes, d'Ashley McConnell
- Mulberry's Crystal, de Brian Mooney et Stephen Jones
- Together, de David S. Garnett
- The Beautiful Uncut Hair of Graves, de David Morrell